# Lancetes immarginatus
Lancetes immarginatus är en skalbaggsart som beskrevs av Zimmermann 1924. Lancetes immarginatus ingår i släktet Lancetes och familjen dykare. Inga underarter finns listade i Catalogue of Life.